# Славсько (Польща)
Славсько (пол. Sławsko) — село в Польщі, у гміні Славно Славенського повіту Західнопоморського воєводства.
Населення — 900 осіб (2011).
У 1975-1998 роках село належало до Слупського воєводства.

## Демографія
Демографічна структура станом на 31 березня 2011 року:
|          | Загалом | Допрацездатний вік | Працездатний вік | Постпрацездатний вік |
| -------- | ------- | ------------------ | ---------------- | -------------------- |
| Чоловіки | 434     | 100                | 306              | 28                   |
| Жінки    | 466     | 114                | 271              | 81                   |
| Разом    | 900     | 214                | 577              | 109                  |